# FC Rottenburg
Der Fußball Club Rottenburg 1946 e.V. ist ein deutscher Fußballverein mit Sitz in der baden-württembergischen Stadt Rottenburg am Neckar im Landkreis Tübingen.

## Vorgängervereine
Bereits vor dem Ersten Weltkrieg soll es einen Fußballverein in der Stadt gegeben haben. Belegbar ist, dass mindestens seit 1921 ein Verein existierte, dieser soll bis 1930 Bestand gehabt haben. Ehemalige Mitglieder, welche mittlerweile dem örtlichen Turnerbund angehörten, stellten im Jahr 1932 eine Fußballmannschaft innerhalb des Turnerbunds auf. Nach der Machtergreifung durch die Nationalsozialisten mussten sich alle Vereine, unter dem Namen Turnverein Rottenburg 1861, zusammenschließen. In dieser Zeit existierte die Abteilung der Fußballer aber relativ eigenständig weiter. Zu dieser Zeit spielte die erste Mannschaft in der 1. Kreisklasse. Nach dem Ausbruch des Zweiten Weltkriegs verringerte sich die Anzahl an verfügbaren Spielern erheblich. Zwar konnte man danach noch ein paar Spiele austragen, nach dem Abstieg im Anschluss der Saison 1938/39 in die 2. Kreisklasse, gelang es jedoch nur noch bis zum Januar 1940 eine komplette Mannschaft aufzustellen. Danach stellte man den Spielbetrieb komplett ein.

## Geschichte
Als inoffizielle Mannschaft fand sich bereits 1945 ein Team unter dem Namen Rot-Weiß Rottenburg zusammen. Am 1. Juli 1946 wurde der VfL Rottenburg gegründet, dessen Fußballsparte sich am 22. Juli 1950 unter dem Namen FC Rottenburg 1946 selbstständig machte.
Zur Saison 1947/48 stieg man dann in die zu dieser Zeit zweitklassige Landesliga Südwürttemberg auf. Nach einer Spielzeit musste man mit 5:39 Punkten als Tabellenletzter wieder absteigen.
Im neuen Jahrtausend pendelt der Klub zwischen der Landesliga Württemberg und der Bezirksliga Alb. Aufstiegen als Bezirksligameister in den Jahren 2010, 2014, 2019 und 2024 stehen Abstiege 2013, 2017 und 2022 gegenüber. 2025 wurde man als Aufsteiger Landesligameister und spielt damit in der Saison 2025/26 erstmals in die Verbandsliga Württemberg.

## Bekannte Spieler
- Max Besuschkow (* 1997), Spieler in der Jugend und später unter anderem beim VfB Stuttgart sowie Jugendnationalspieler
- Anil Gözütok (* 2000), Spieler in der Jugend und später beim 1. FC Kaiserslautern